# Diners bruts (pel·lícula de 1996)
Diners bruts (títol original en anglès Blood Money) és una pel·lícula estatunidenca dirigida per John Sheppird el 1996, doblada al català.

## Argument
Condemnats a cadena perpètua i denegada la seva petició de llibertat condicional, Lester Grisam, acusat d'homicidi i atracament a mà armada, decideix fugar-se de la presó. Després d'aconseguir-ho, Grisam i dos col·legues irrompen en la vida de Stuart, un empleat de banc que de fet està protegit pel programa de l'FBI de protecció dels testimonis. Stuart està a punt de casar-se amb Kelly. Prenen a Kelly i la seva germana com a ostatges. Grisam ha aconseguit trobar a Stuart, malgrat la seva condició de testimoni protegit, i està decidit a fer-li pagar pels dos anys de presó, exigint-li una transferència milionària a un compte corrent fora del país a canvi de la vida de Kelly.

## Repartiment
- James Brolin: Tinent Kincaid
- Billy Drago: agent Pierce
- Dean Tarrolly: Stuart / Hank
- Traci Lords: Wendy Monroe
- Sonny Carl Davis: Lester Grisam
- Katherine Armstrong: Cindy
- Bentley Mitchum: Dexter
- Tony Pierce: Sabbit
- Alison Moir: Kelly Ryan